# Mainz-Laubenheim
Pour les articles homonymes, voir Laubenheim.
Laubenheim (ou plus complètement Mainz-Laubenheim) est un quartier (Ortsbezirk) du sud-est de la ville-arrondissement de Mayence, capitale du Land de Rhénanie-Palatinat.
Comme beaucoup d'autres quartiers de Mayence, les origines de l'implantation remontent à l'époque des Francs. C'est en 773 que Laubenheim est cité pour la première fois, dans le Codex Eberhardi (de), sous une autre forme, Nubenheim. Après environ 1200 ans d'autonomie, le bourg a été rattaché à Mayence en 1969.
Avec Hechtsheim et Ebersheim, Laubenheim fait partie des quartiers méridionaux de Mayence encore marqués par la viticulture (de).

## Situation et voisinage

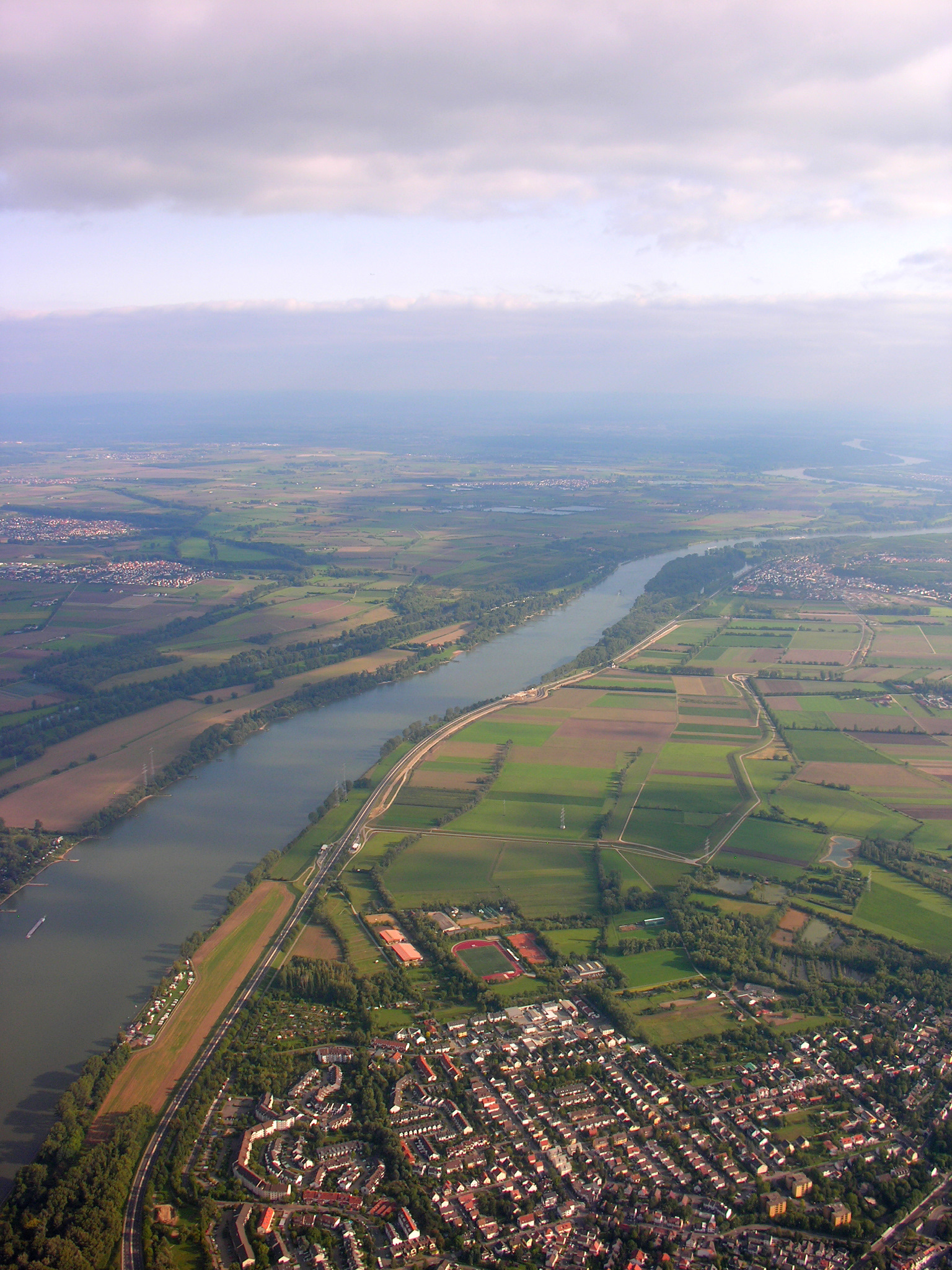
Vue aérienne du Rhin près de Laubenheim

Le quartier est à l'extrême sud-est de Mayence, au bord du Rhin.

## Histoire
Les traces archéologiques de Laubenheim remontent au Néolithique, soit sur le territoire de Laubenheim, soit dans le Rhin. Un menhir de cette époque a été découvert vers 1870. Preuve a été faite d'un habitat au Bronze final (Civilisation des champs d'urnes, vers 1200 - 750 av. J.C.). À l'âge du fer ancien (Civilisation de Hallstatt), alors que Mayence semble un lieu d'implantation croissant, une implantation s'est faite sur le bord du Rhin à la frontière de Weisenau et de Laubenheim, et il y a des tombes de cette époque à Laubenheim. En revanche, avant l'époque romaine, aucune implantation de ferme n'est repérée.
De l'époque romaine ont été retrouvées les traces de deux villae rusticae, l'une à Auf dem Berg au-dessus de l'actuelle église catholique, l'autre entre Lothary-Aue et l'échangeur de l'A 60. Comme la plupart des autres quartiers de Mayence dont le nom se termine en -heim, l'implantation continue à Laubenheim remonte à l'époque des Francs vers 500. Le toponyme dérive du nom d'un seigneur franc, Nubo ou Nuwo, dont la villa servit à fonder une agglomération, entre le Ve siècle et le VIIe siècle. Deux champs de sépultures mérovingiens retrouvés à Laubenheim datent de cette période. Le lieu est cité pour la première fois le 5 mars 773 dans un document du monastère de Fulda, sous la forme Nubenheim.
Dans les notices du Codex de Lorsch apparaissent d'autres indications de l'époque carolingienne :
- le 12 juin 777 une vigne avec 4 parcelles est donnée dans Laubenheim (notice 1095)
- le 2 novembre 797 une maison et ses dépendances sont données par Helmsuint dans Laubenheim (notice 1096)
- le seigneur Autgis et son épouse Guntleib avaient trois vignes à Laubenheim en fief (notice 1347)
- un terrain d'une demie Hube (labourée) ou six acres appartenait au monastère à Laubenheim, dans la région de Mayence (notice 1977)

Dans la première moitié du XIIe siècle, un déplacement important de population est à la source d'un habitat à l'endroit appelé Lubenheim et en 1211 une église est construite pour la première fois. En 1388-89, le bourg est incendié par les troupes du comte palatin Robert Ier, avec Hechtsheim, Bretzenheim et Bodenheim, dans le cadre de la Guerre des communes (de). Il y aura de même des dégâts pendant la Guerre de Trente Ans. En 1792-93 puis de nouveau de 1798 à 1814, Laubenheim est annexée à la France comme Mayence pour appartenir au Département du Mont-Tonnerre; après le Congrès de Vienne, Laubenheim est intégré au Grand-duché de Hesse, toujours comme Mayence, avant de devenir en 1818 une commune indépendante.
En 1850 Christian Adalbert Kupferberg (de) installe une première cellier à vin mousseux à Laubenheim au Marienhof, mais il s'installe ensuite en 1865 au Kästrich (de) dans Mayence. Le Marienhof (autrefois Liebfrauenstifthof), est un domaine seigneurial viticole de l'époque baroque. Une madone rococo de 1767 sur le bâtiment de 1762 remonte à cette époque. En 1853 s'ouvre la ligne de chemin de fer Mayence–Ludwigshafen (de). En 1882 et de nouveau en 1883 de graves inondations sont dues à des crues exceptionnelles du Rhin. Après la Seconde Guerre mondiale, une digue devant le Rhin permettra de construire aussi des habitations entre la voie ferrée et le Rhin. En 1895, l'église protestante est achevée. En 1908, c'est le tour de l'église paroissiale catholique sous le titre de la Visitation (de), sous la direction de Ludwig Becker. Pendant la Seconde Guerre mondiale, Laubenheim subit un bombardement massif le 1er février 1945. En 1951 est construit l'hôtel de ville. En 1966 est inauguré le jumelage avec la ville de Longchamp en France. Le 7 juin 1969, Laubenheim est incorporé à l'arrondissement de Mayence dont elle est désormais un quartier.

## Monuments

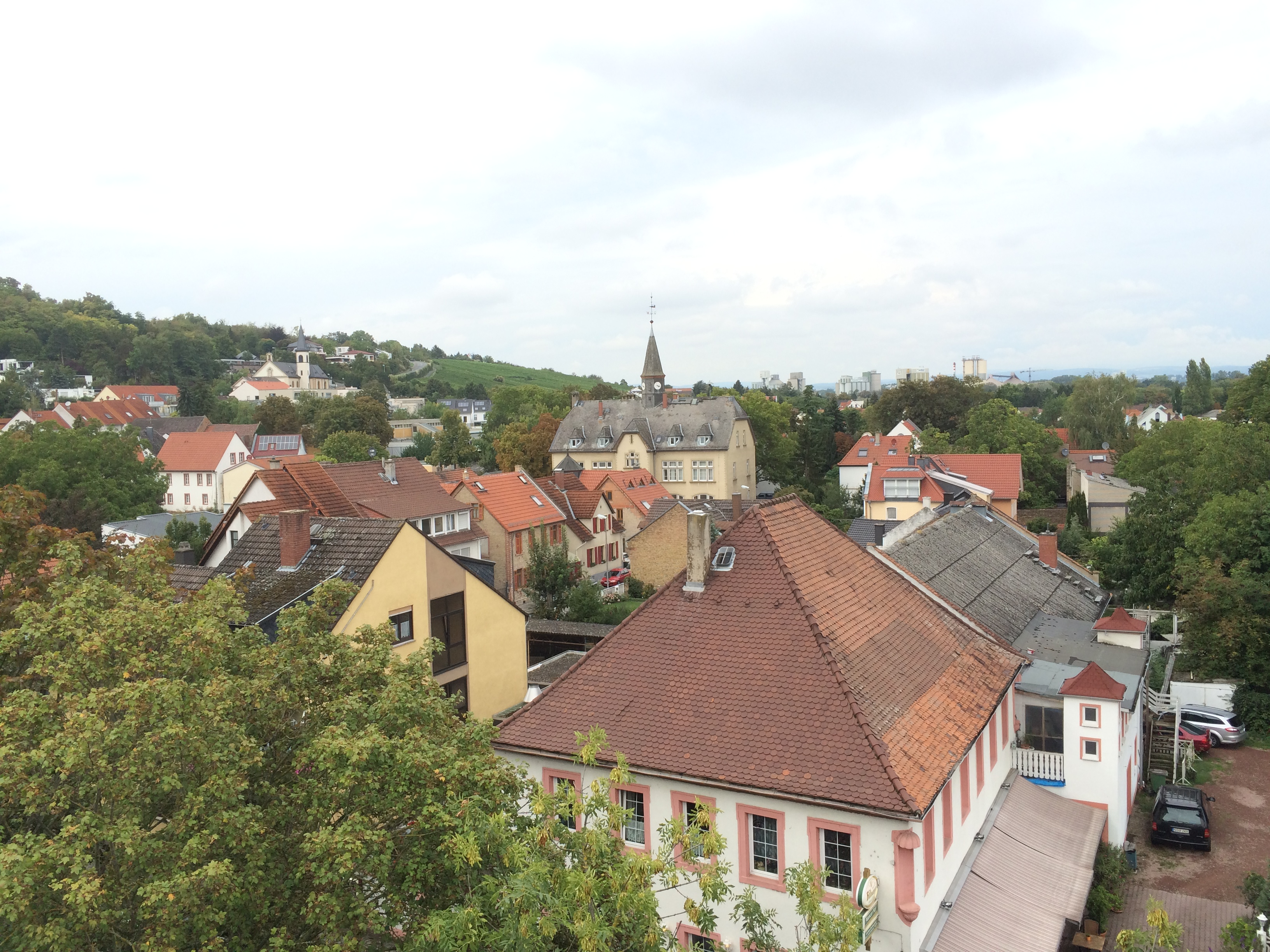
Vue sur Laubenheim en direction du Nord. En haut l'église catholique de la Visitation de la Vierge Marie, au milieu l'ancienne école

- Liste des monuments de Mainz-Laubenheim (de)

## Administration
L'adresse du Rathaus est Longchampplatz 1, 55130 Mainz.
Depuis les élections locales de 2014, la répartition des sièges au conseil de quartier (Ortsbeirat) est la suivante :
- CDU (5 sièges)
- SPD (5 sièges)
- GRÜNE (1 siège)
- FDP (1 siège)
- ÖDP (1 siège)

## Transports

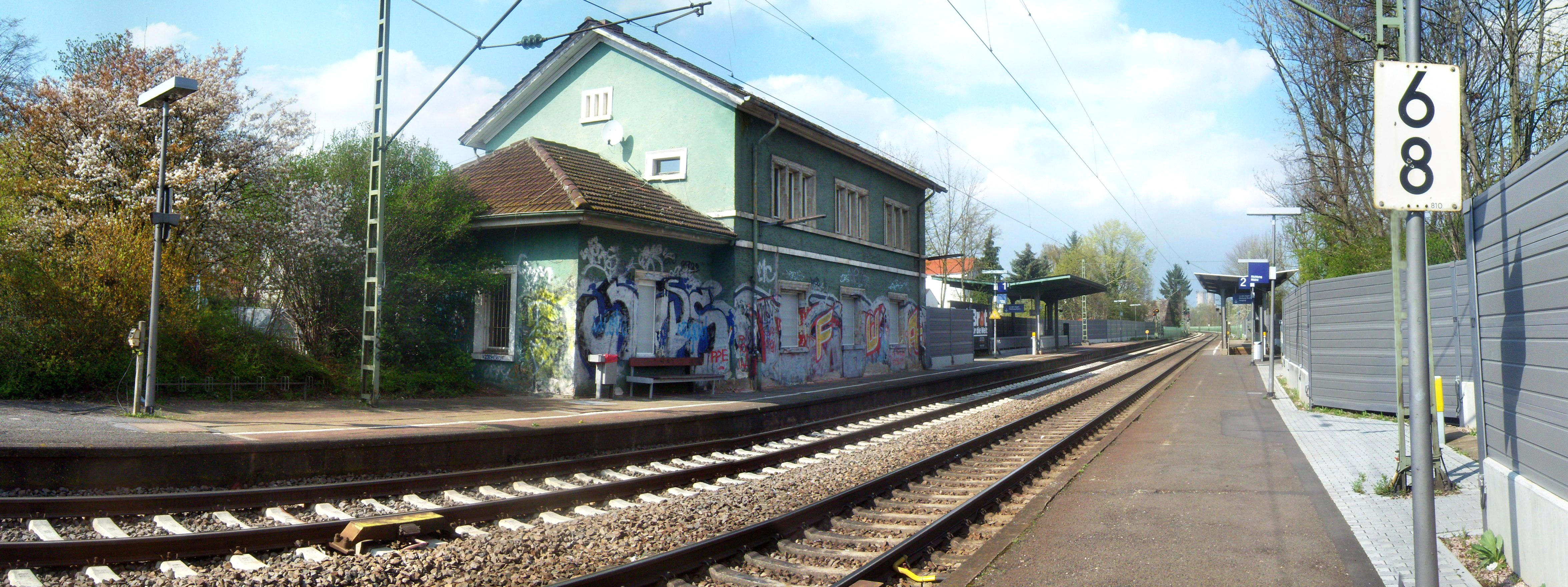
La station Mainz-Laubenheim, en direction du centre de Mayence

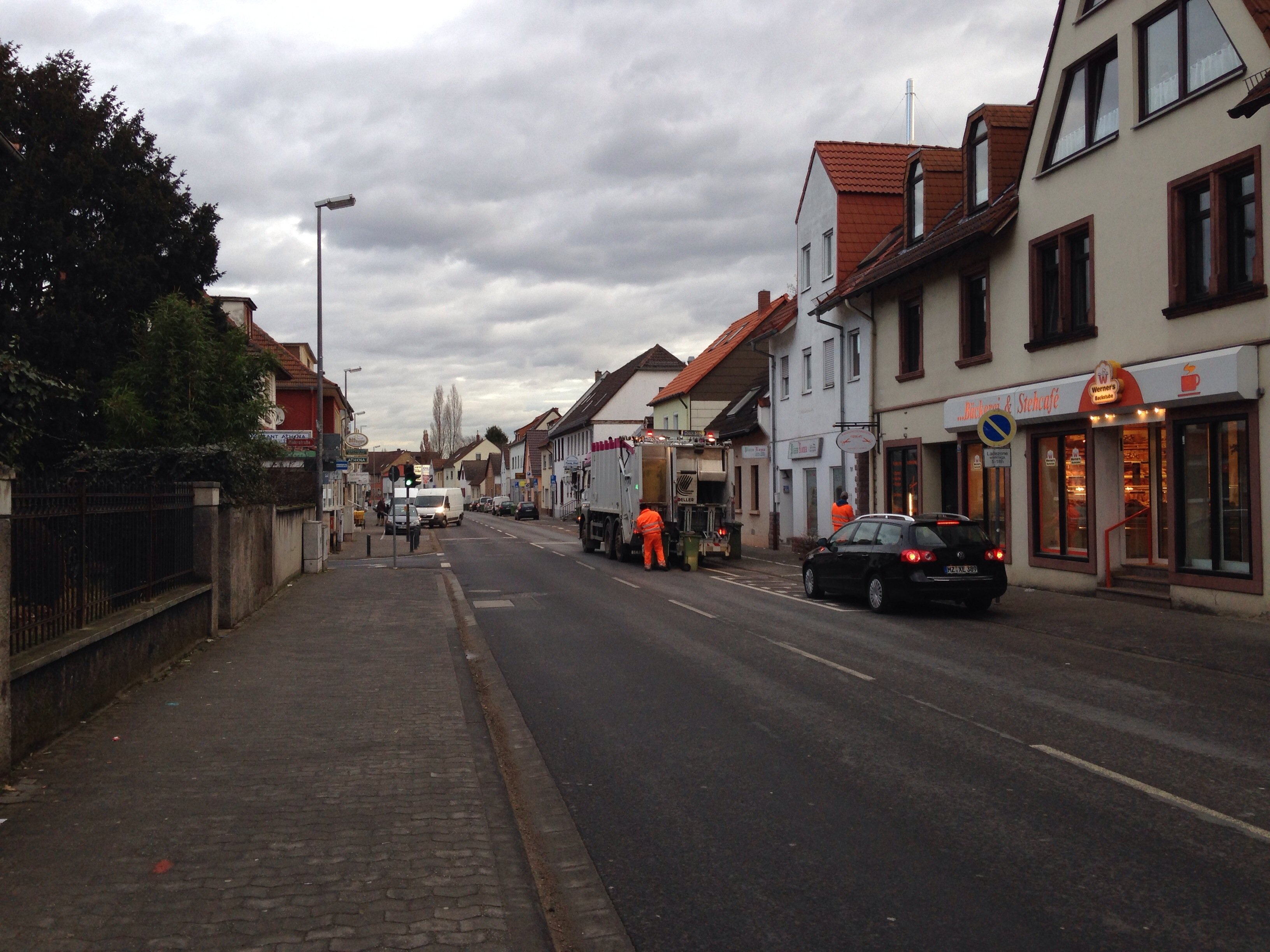
Oppenheimer Straße, rue principale de Mainz-Laubenheim

La gare de Mainz-Laubenheim est desservie par la ligne 44 du Regionalbahn sur le parcours Mainz-Mannheim (de). Les jours ouvrés, les trains sont toutes les demi-heures, les dimanches et jours fériés, toutes les heures.
À cela s'ajoutent les lignes de bus du réseau interne de la Mainzer Verkehrsgesellschaft (de) :
| BUS                                 |
| MVG Mainz lignes 61, 63, 92,        |
| MVG Mainz + ORN ligne collective 64 |

La Bundesstraße 9 permet l'accès à Laubenheim, ainsi qu'un échangeur de la Bundesautobahn 60, qui s'intègre dans le périphérique de Mayence.

## Sport
- Le Turnverein Laubenheim 1883 e. V. : diverses activités sportives.
- Le FSV Alemannia 1911 e. V. Mainz-Laubenheim : football, ping-pong, randonnée, bowling et gymnastique pour les seniors.
- L’AC 1909 Laubenheim e. V. : diverses activités sportives.
- Le SAV-Laubenheim : sports acrobatiques, aérobic et gymnastique.
- Le Laubenheimer Reitverein : équitation et saut - un champion du monde est issu du club.
- L’ASV Laubenheim-Hechtsheim 1936 e. V. : pêche.

## Personnalités liées au quartier
- Simon Zimbardo (de) (* 1971), batteur et professeur de musique.
- Frank Möller (de) (* 1967) a commencé sa carrière au FSV Alemannia 1911 e. V. Mainz-Laubenheim
- Julius Lehlbach (de) (1922–2001), syndicaliste et membre du SPD
- Johannes Möhn (1850–1894), député à la deuxième législature du Parlement du Grand-duché de Hesse (de)

## Jumelage
- Longchamp (Côte-d'Or) ( France), depuis 1966

## Source de la traduction
- (de) Cet article est partiellement ou en totalité issu de l’article de Wikipédia en allemand intitulé « Mainz-Laubenheim » (voir la liste des auteurs).